# Anna Dale
Anna Dale (ur. 1971 w Suffolk) – brytyjska pisarka.
Zanim w wieku 7 lat przeprowadziła się do Essexu mieszkała w Suffolk i Hampshire. Większość dzieciństwa spędziła we wsi Writtle. Ukończyła studia historyczne na University of Kent w Canterbury, gdzie mieszkała przez trzy lata. W 2004 jej książka Szepty Czarownic została nominowana do nagrody Carnegie Medal.

## Dzieła
- Whispering to Witches (2004) (wyd.pol.2005 Szepty Czarownic)
- Dawn Undercover (2005)
- Spellbound (2008)